# Limnephilus flavastellus
Limnephilus flavastellus är en nattsländeart som beskrevs av Banks 1918. Limnephilus flavastellus ingår i släktet Limnephilus och familjen husmasknattsländor. Inga underarter finns listade i Catalogue of Life.